# Planoheterohelix
Planoheterohelix es un género de foraminífero planctónico de la subfamilia Heterohelicinae, de la familia Heterohelicidae, de la superfamilia Heterohelicoidea, del suborden Globigerinina y del orden Globigerinida. Su especie tipo era Planoheterohelix postmoremani. Su rango cronoestratigráfico abarca desde el Cenomaniense superior hasta el Coniaciense (Cretácico superior).

## Descripción
Planoheterohelix incluía especies con conchas biseriadas, de forma subtriangular; sus cámaras eran subglobulares, a ovaladas lateralmente comprimidas y frontalmente reniformes; sus suturas intercamerales eran rectas e incididas; su contorno ecuatorial era subtriangular y lobulada; su periferia era redondeada a subaguda; su abertura principal era interiomarginal, lateral, con forma de arco medio a alto, y bordeada por un labio con amplias solapas laterales; presentaban pared calcítica hialina, microperforada a finamente perforada, y superficie lisa, ligeramente pustulada, a estriada.

## Discusión
El género Planoheterohelix no ha tenido mucha difusión entre los especialistas. Algunos autores han considerado Planoheterohelix un sinónimo subjetivo posterior de Heterohelix. Las diferencias propuestas para Planoheterohelix con respecto a Heterohelix s.s. son cámaras subglobulares sin proyecciones tipo-tubuloespina. El debate surge por la amplia variabilidad propuesta para el género Heterohelix por algunos autores, que incluyen dentro de su sinonimia a Spiroplecta, Striataella y Pseudoplanoglobulina por un lado, y a géneros más recientemente propuestos como Laeviheterohelix, Protoheterohelix, Planoheterohelix y Globoheterohelix. Estas sinonimias subjetivas amplían el sentido taxonómico de Heterohelix probablemente de forma excesiva. Clasificaciones posteriores incluirían Planoheterohelix en el orden Heterohelicida.

## Paleoecología
Planoheterohelix, como Heterohelix, incluía especies con un modo de vida planctónico, de distribución latitudinal cosmopolita, y habitantes pelágicos de aguas superficiales e intermedias (medio epipelágico a mesopelágico superior).

## Clasificación
Planoheterohelix incluía a la siguiente especie:
- Planoheterohelix postmoremani †